# Gare du Nord (Barcelone)
Pour les articles homonymes, voir Estación del Norte et Gare du Nord.
La gare du Nord (Barcelone) (en catalan : Estació del Nord et en espagnol : Estación del Norte) est une ancienne gare ferroviaire espagnole. Elle est située, dans le voisinage de Fort Pienc (ca) du district d'Eixample, à environ 1 300 mètres de la place de Catalogne, dans la ville de Barcelone, capitale administrative et économique de la communauté autonome de Catalogne.
Mise en service en 1862, elle est fermée à tout service ferroviaire en 1972. Depuis l'important site de la gare a été réaffecté et réaménagé pour d'autres activités. Il y a notamment : la plus importante gare routière de la ville, dénommée Estació d'Autobusos Barcelona Nord, desservie par des lignes d'autocars de moyennes et longues distances et le Poliesportiu Estació del Nord qui est une salle de sport polyvalente créée pour les Jeux olympiques de 1992. On y trouve également le Parc de l'Estació del Nord qui a été réalisé sur d'anciens terrains de la gare au sud-est du site en face du premier bâtiment de la gare.
Le site est desservie, entrée place André Malraux, par le pôle d'échange souterrain Arc de Triomf. Il dispose d'une gare souterraine des trains suburbains Rodalies de Catalunya, qui avant 1972 desservaient la gare ferroviaire en surface, et une station de la ligne 1 du métro de Barcelone.

## Histoire

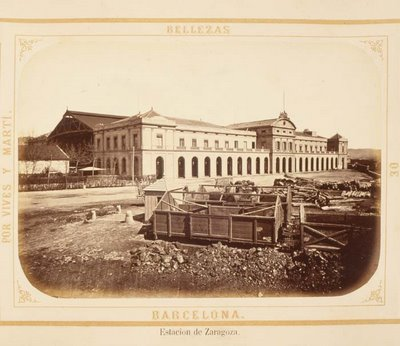
La gare en 1874.

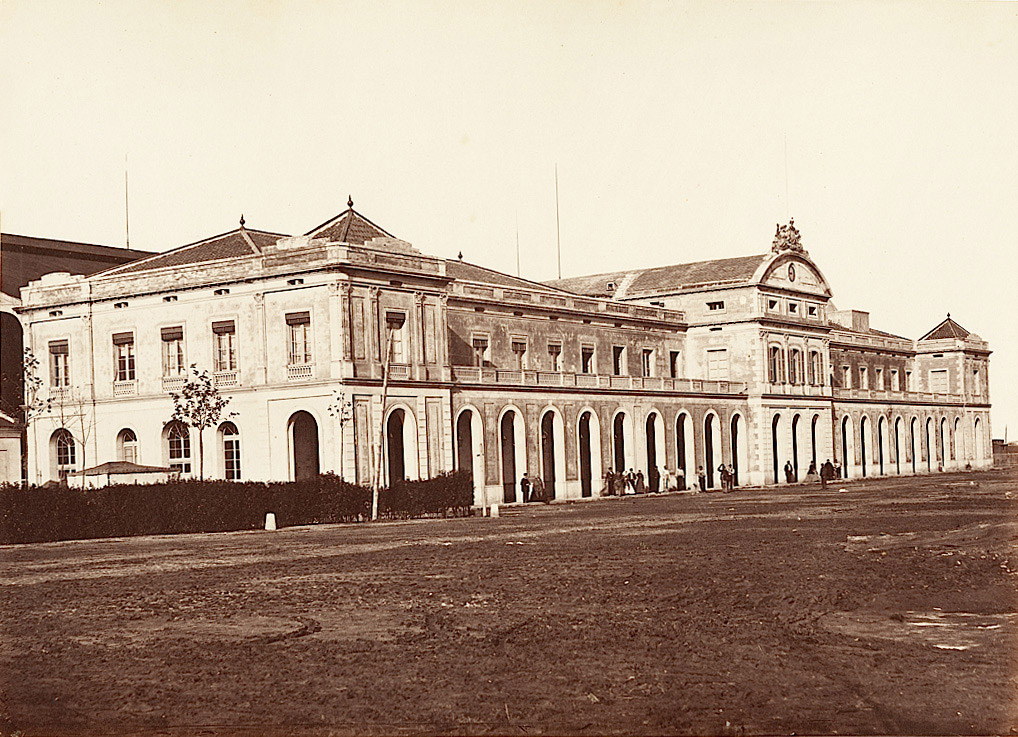
Station de Train, Barcelone, par Jean Laurent, c. 1864-1867, Department of Image Collections, National Gallery of Art Library, Washington, DC

Entre 1910 et 1915, la gare est réaménagée suivant le projet de Demetri Ribes. Il conserve le bâtiment d'origine qui devient une aile et ajoute une nouvelle façade au sud-ouest et une grande structure métallique qui surplombe les voies en reliant les deux ailes.
En 1972, la gare est fermée, les voies sont mises en souterrain, et le service ferroviaire est transféré à la station du pôle d'échange Arc de Triomf.

## Patrimoine ferroviaire
Le site comporte plusieurs bâtiments de deux époques et deux styles principaux. Le premier bâtiment de 1861 est de style classique, il est devenu l'aile sud-est qui donne sur le parc. Le deuxième est un réaménagement de la gare, effectué de 1910 à 1915, il comporte de nouvelle construction, notamment la façade sud-ouest avec la grande verrière. L'intérieur des bâtiments comporte également des éléments décoratifs remarquables.

Divers vues
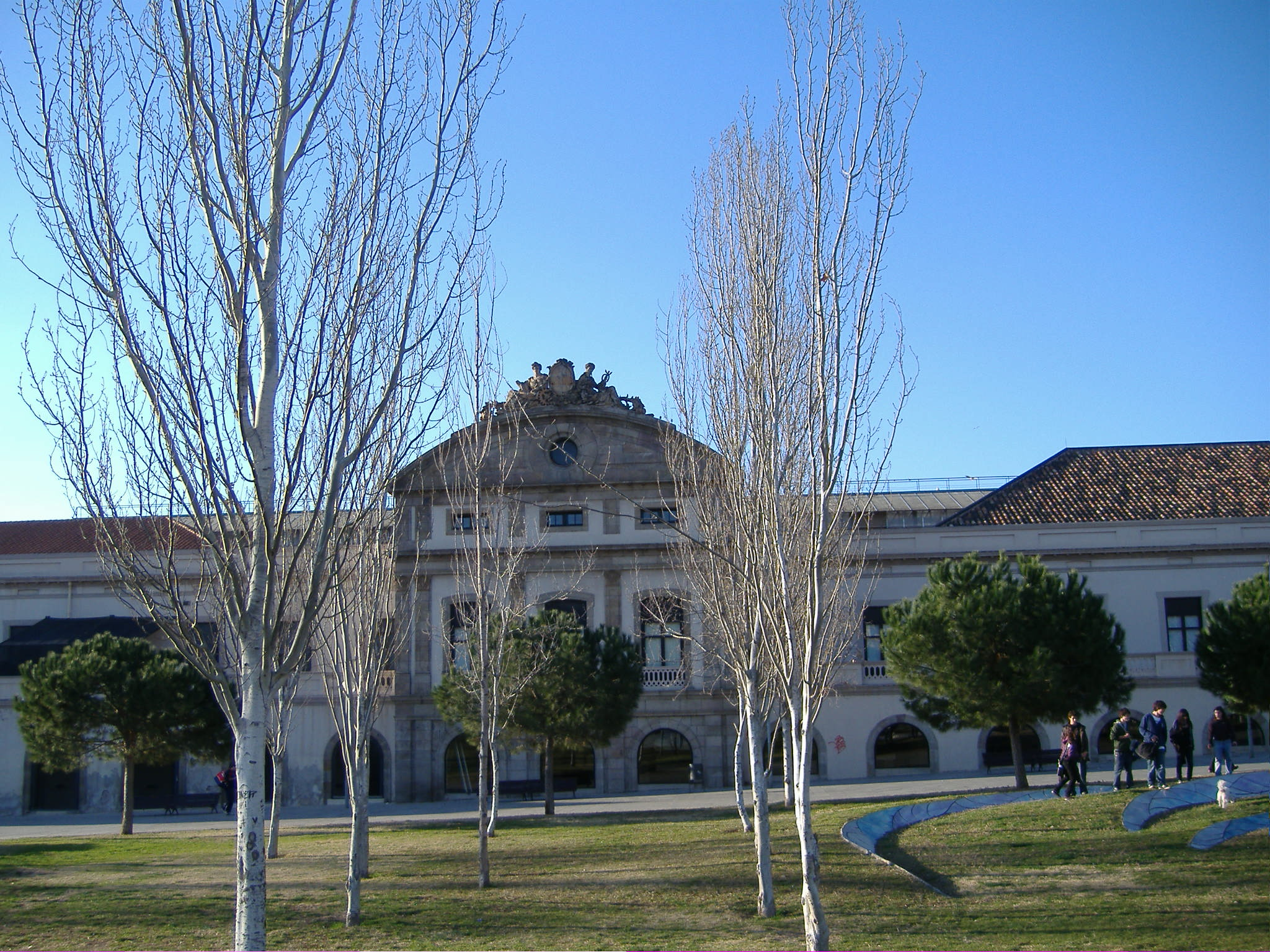
Façade sud-est, construite en 1861.
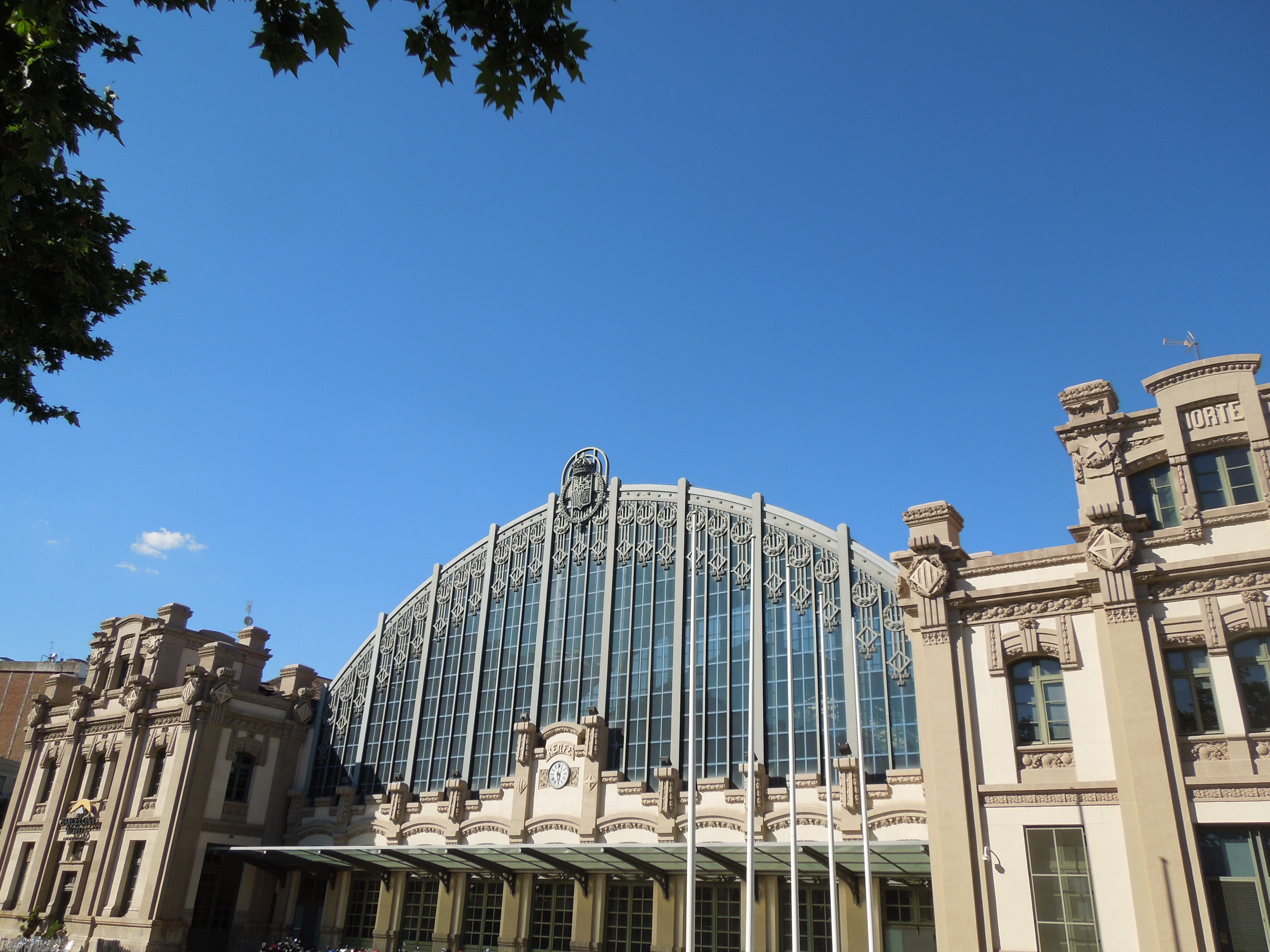
Façade sud-ouest, construite en 1910-1915.
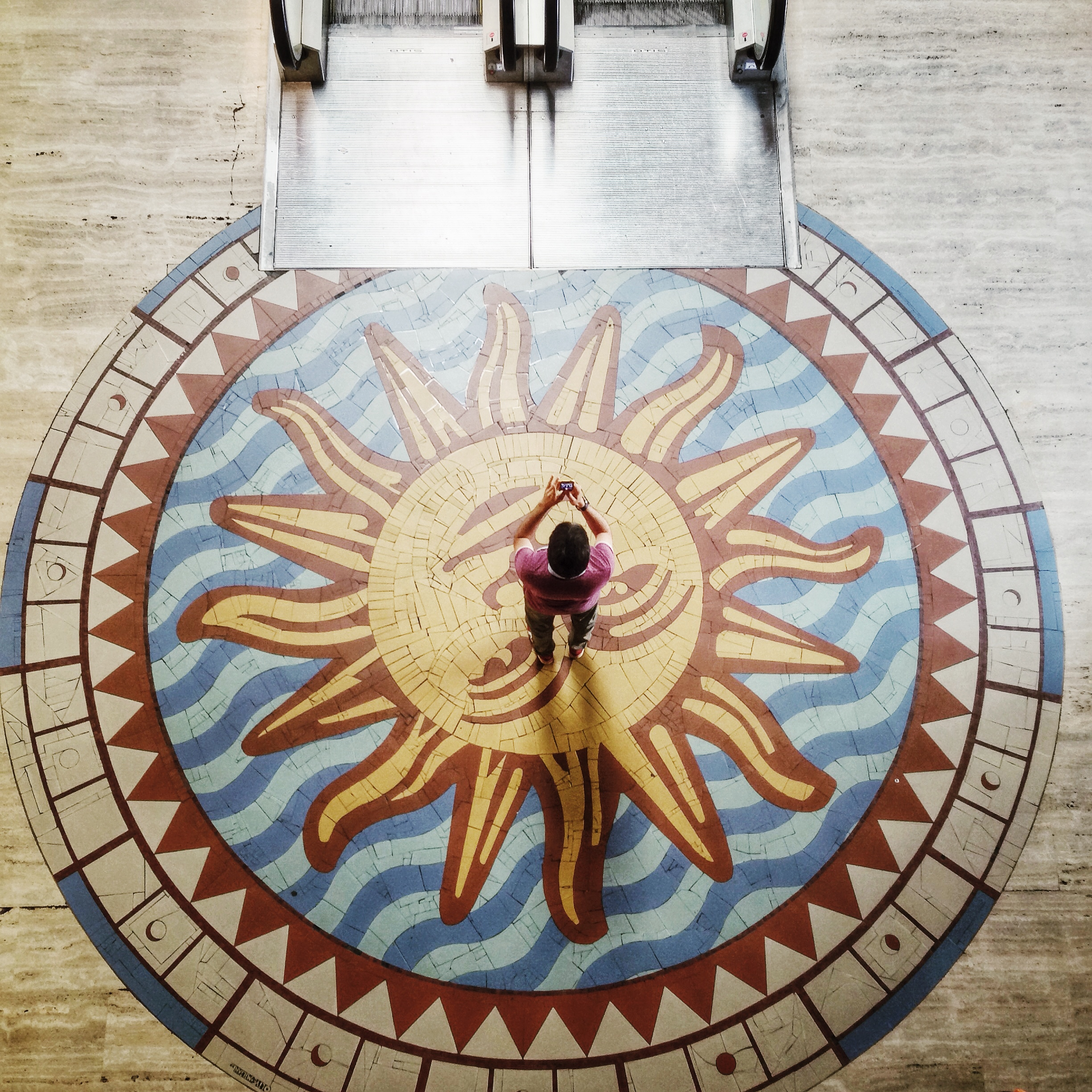
Intérieur : mosaïque.

## Réaffectations

### Gare routière

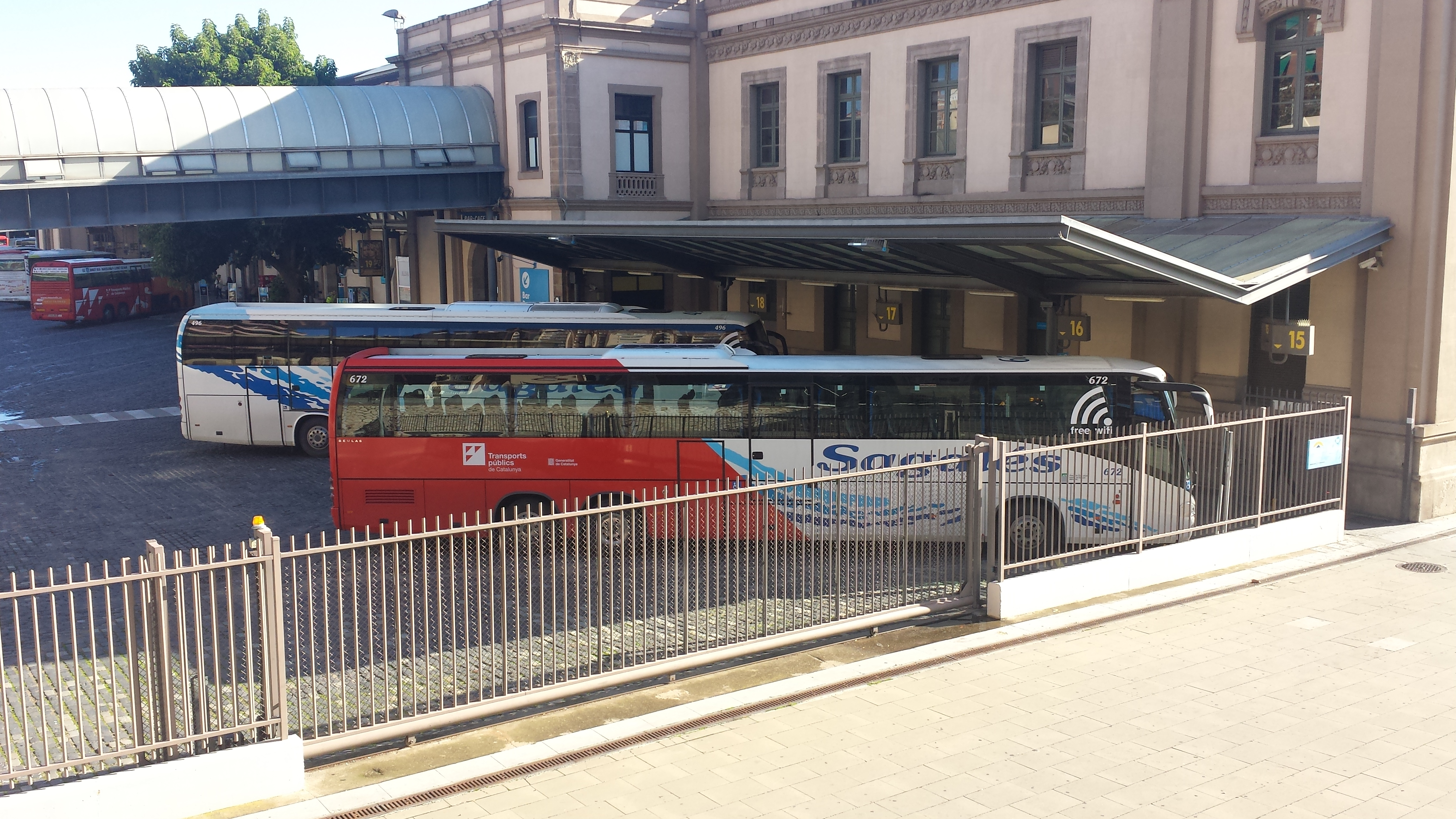
Une petite partie de la gare routière.

La gare routière, dénommée Estació d'Autobusos Barcelona Nord, est le principal arrêt et/ou terminus des services régulier interurbains d'autocar situé dans la ville de Barcelone. Il est utilisé à la fois comme terminus et comme arrêt pour les services à destination de la Catalogne, de l'Espagne et de destinations internationales. De nombreuses compagnies ont au moins un arrêt ou un terminus, entre autres OUIBUS, Eurolines, Flixbus et ALSA.
Elle occupe l'ensemble de l'ancienne aile ouest de la gare ferroviaire. On y trouve la salle de vente des titres de transport, les espaces d'attente, des boutiques diverses et des restaurants. Il y a 47 quais établis en épis. Des passerelles piétonnes et des passages protégées permettent d'accéder aux quais qui ne sont pas directement accessibles depuis le bâtiment.
Elle dispose d'un passage vers la station souterraine Arc de Triomf qui dispose de plusieurs plateformes desservies, soit par la ligne 1 du métro de Barcelone ou par des trains suburbains Rodalies de Catalunya. Des arrêts dans les rues adjacentes sont desservis par des bus urbains. Un parking souterrain, aménagé à proximité, dispose d'une liaison piétonne directe avec la gare routière.

### Salle de sport
Cet espace sportif polyvalent municipal, dénommé Poliesportiu Estació del Nord, a été rénové et réaménagé pour les Jeux olympiques d'été de 1992, les épreuves de tennis de table y ont eu lieu, et pour une réutilisation ensuite. Le financement entièrement pris en charge par la COOB'92 a consisté en une remise à neuf suivant le projet d'Enric Tous (es) : rénovation et consolidation de l'ancienne structure, isolation de la toiture tout en préservant la structure d'origine et divers autres interventions préservant le style Art nouveau de l'ensemble, et le réaménagement de l'intérieur, conçu par Enginyers SA, avec la création d'un plancher intermédiaire dans la partie nord-est pour installer notamment les locaux de service de la salle de sport comme les vestiaires

### Parc
Le Parc de l'Estació del Nord est aménagé sur plus de trois hectares dans l'ancienne cours de la gare située au sud-est. La façade du bâtiment de 1861 donne sur ce parc. Il comporte deux œuvres de land art dues à l'artiste Beverly Pepper (en), qui les a réalisé en hommage à Antoni Gaudi : elles sont nommées Espiral arbrada (spirale boisée) et Cel caigut (ciel tombé).

Vues du parc et ses installations
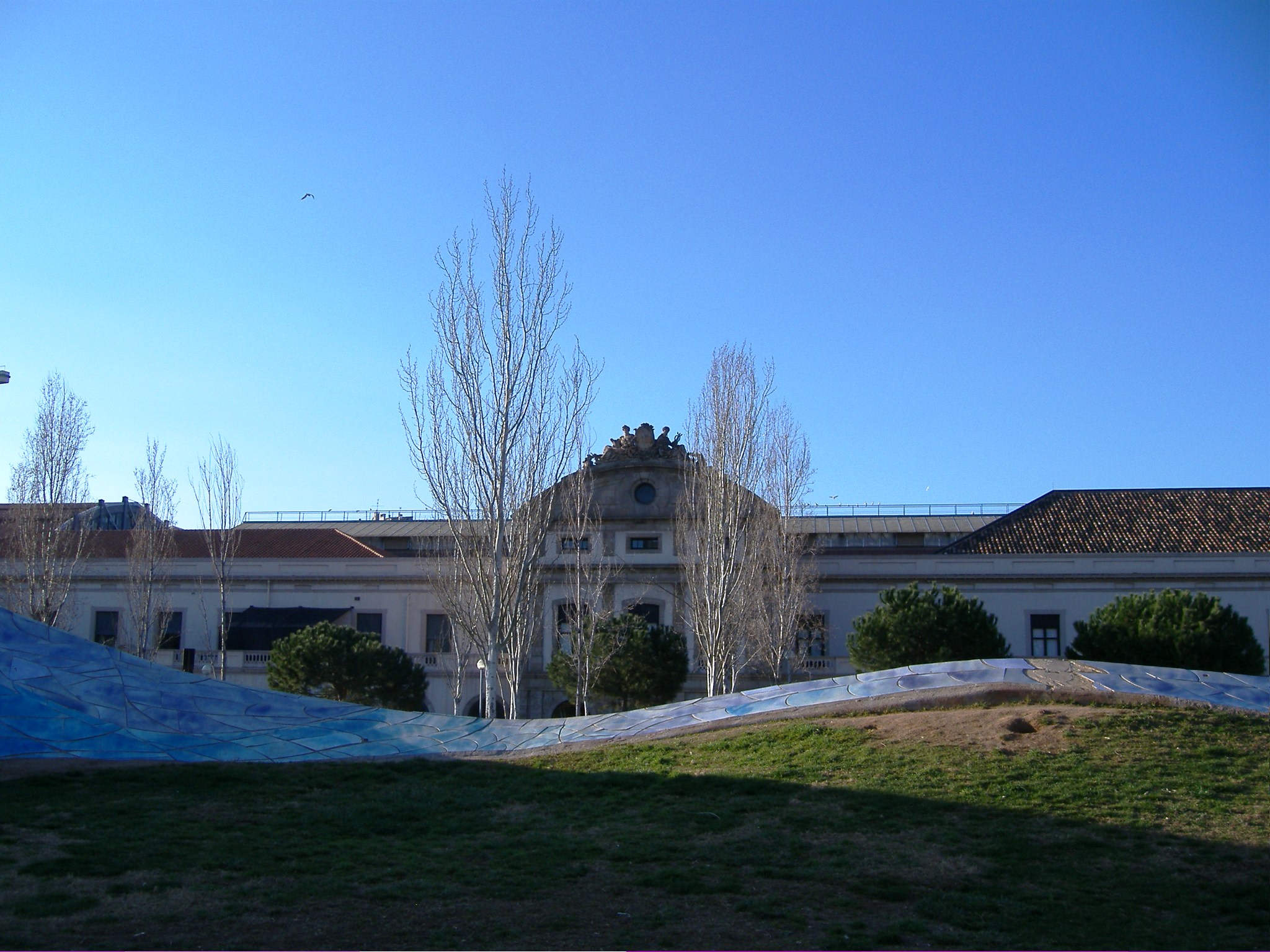
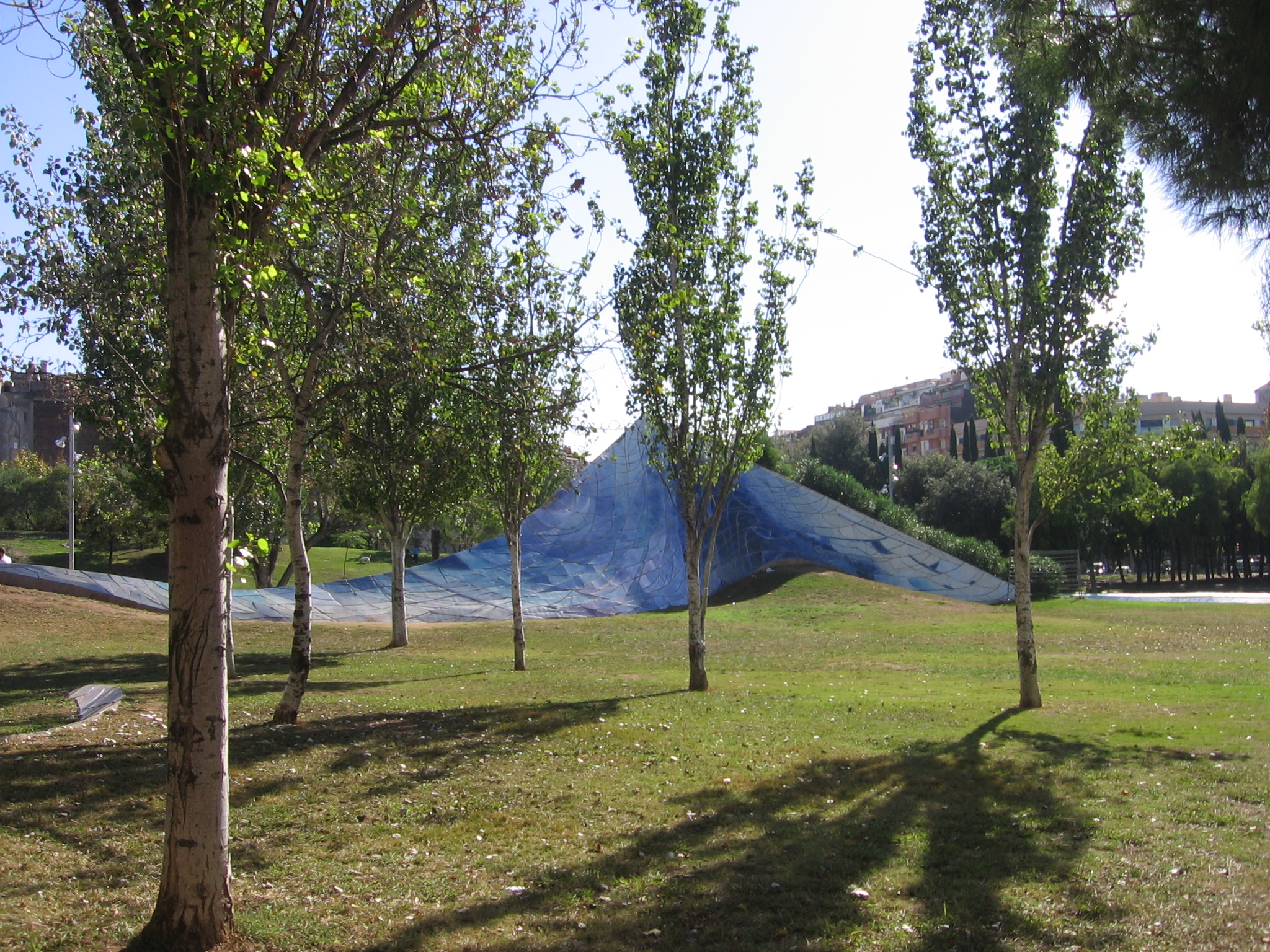
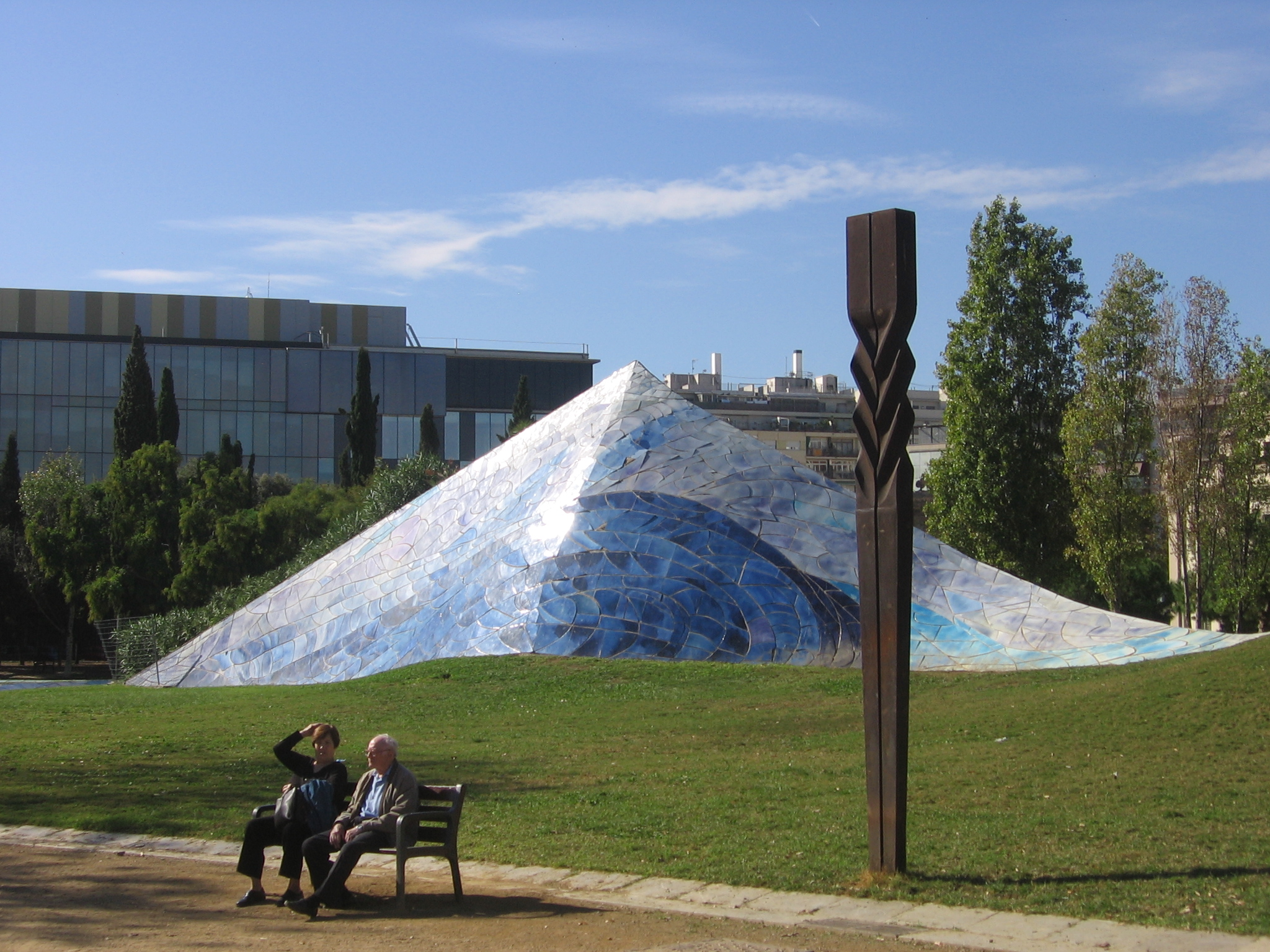
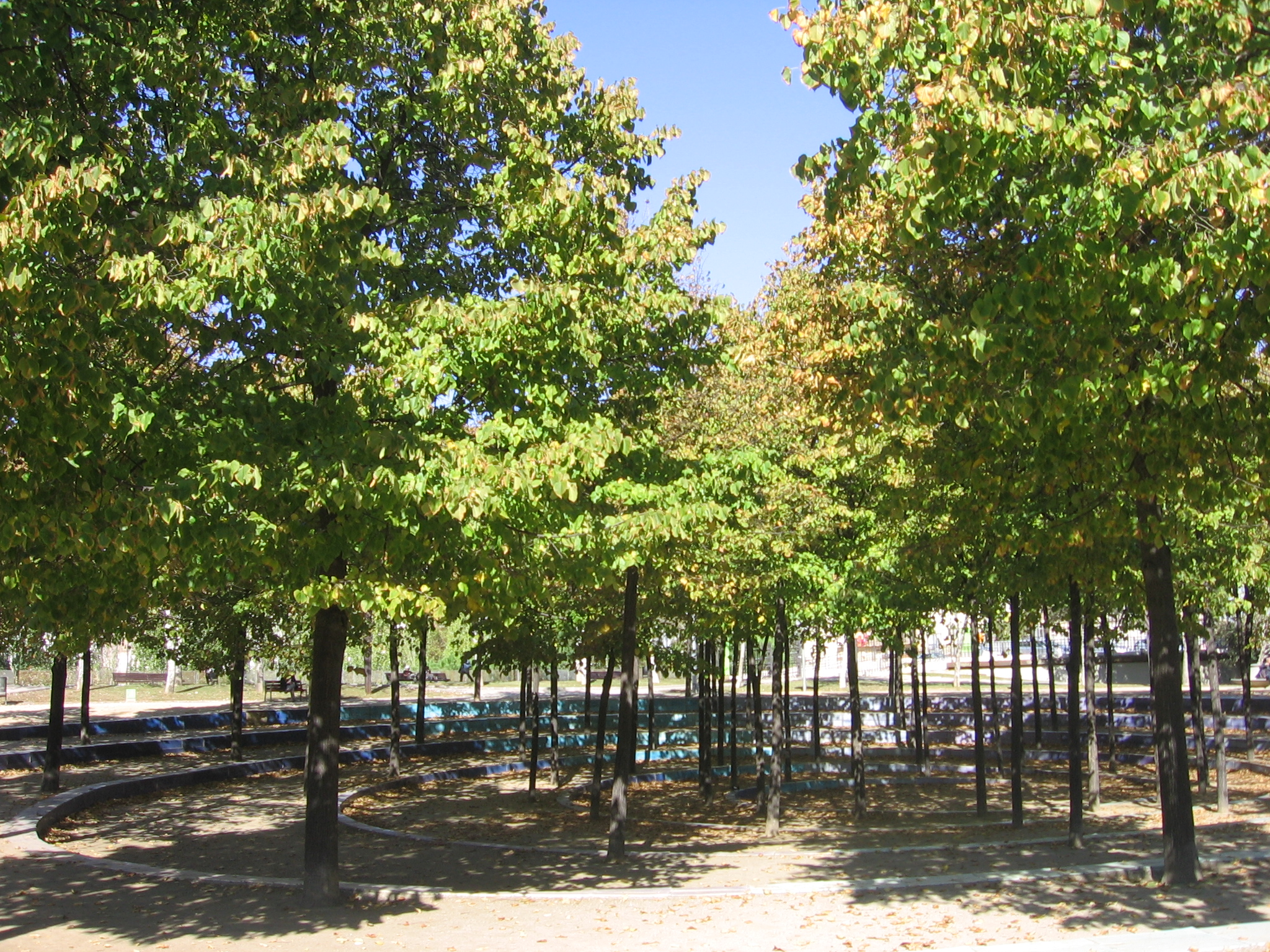